# Hranice
Hranice je zpravidla označována nějaká myšlená čára (v praxi je obvykle nejčastěji vedena přímo po zemském povrchu) vymezující nějakou přírodní či společenskou entitu nebo oddělující dvě navzájem různé entity, např. dva státy (státní hranice) nebo dvě jiné územně administrativní jednotky (např. kraje, okresy, panství, katastrální území), dva kontinenty, dvě moře či oceány, dvě pohoří, dvě ekologická společenstva, dvě úmoří, dvě jazykové oblasti, dvě klimatické oblasti, dva podnebné pásy atd. apod., popřípadě oddělující území, které je hranicí definováno, od území, které k dané entitě nepatří. 
Všeslovanské slovo hranice/granica znamenalo asi “hranatou” kupu dříví nebo kamení na označení meze, kam až sahala a kde končila moc toho či jiného panovníka a kmene. Je však pravděpodobné, že původ slova je daleko starší, obecnější a rozšířenější, a vztahoval se původně zřejmě ke znaku ve tvaru “X” na stromech mezi dvěma pozemky. Spočívá v něm bezpochyby indoevropský kořen “ghere, ghre” ve smyslu “vyčnívající, špičatý, hranatý” ale také “klíčit, růst, zelenat se”. Tento je dodnes zřejmý v cele řadě slov germánských jazyků; od Grat - horský hřeben, Gräte - rybí kost, Granne - stětiny klasu až po Gras - tráva a grünn - zelený, pokud se omezíme jen na německy mluvící oblasti. Dnes jak známo má toto slovo v češtině dva významy, hranice ve smyslu zapálené kupy dříví, táborák, jakož i popravčí hranice. A také ten původní hranice coby rozmezí mezi dvěma pozemky, oblastmi, státy. Ten první je zřejmě běžný jen v češtině, což by mohlo naznačovat, že naší předkové v případě ohrožení zapalovali na hranicí dřevěné zátarasy a záseky, jak o tom píší naší dějepisci. Ten druhý, všeslovanský, převzali ve 13. století od západních Slovanů také němečtí kolonisté, a slovo se postupně ve tvaru “Grenze” rozšířilo na celou německy mluvící oblast a zatlačilo původní pojem Mark- marka , s tímtéž významem.